# جعفر عبد الرحمن
محمد جعفر عبد الرحمن مقرئ إندونيسي للقران الكريم من مدينة سورابايا عاصمة جاوا الشرقية في إندونيسيا، كان قد فاز في مسابقة للقراءة على المستوى الوطني.

## وفاته
توفي يوم الاثنين ال24 من أبريل عام 2017 أثناء انتهائه من تلاوة الآية الثانية من سورة الملك : ((الَّذِي خَلَقَ الْمَوْتَ وَالْحَيَاةَ لِيَبْلُوَكُمْ أَيُّكُمْ أَحْسَنُ عَمَلًا ۚ وَهُوَ الْعَزِيزُ الْغَفُورُ ﴿2﴾)) 
وشروعه بتلاوة الآية الثالثة التي لم يستطع اكمالها وهذه الوفاة تسمى في الإسلام بحسن الخاتمة.
و ذلك في حفل أقيم بمناسبة الإسراء والمعراج في سورابايا حضره وزير الشؤون الاجتماعية الإندونيسي خوفيفه باراوانسا ،حيث أصيب بسكتة قلبية قاتلة أسعف على إثرها للمستشفى الإسلامي إلا أنه لم يكن بالمقدور الحفاظ على حياته.
ذكرت زوجته أنه كان ربما قد أحس بقرب موته حيث انخفض عدد الصلوات التي صلاها جماعة معها آخر أيامه داعيا إياها للتعود على الصلاة بمفردها.